# Matrimonio igualitario en Tabasco
El matrimonio entre personas del mismo sexo es legal en Tabasco desde el 27 de octubre de 2022. El 19 de octubre de 2022, el Congreso del Estado de Tabasco aprobó un proyecto de ley para legalizar el matrimonio entre personas del mismo sexo. Fue firmado por el gobernador Carlos Manuel Merino Campos y publicado en el Periódico Oficial el 26 de octubre, teniendo efecto al día siguiente. Tabasco fue uno de los últimos estados de México en legalizar el matrimonio entre personas del mismo sexo.

## Historia legal

### Antecedentes
La Corte Suprema de Justicia de México dictaminó el 12 de junio de 2015 que las prohibiciones estatales sobre el matrimonio entre personas del mismo sexo son inconstitucionales en todo el país. El fallo de la corte se considera una "tesis jurisprudencial" y no invalidó las leyes estatales, lo que significa que las parejas del mismo sexo a las que se niega el derecho a casarse aún tendrían que buscar amparos individuales en la corte. El fallo estandarizó los procedimientos para que los jueces y tribunales de todo México aprueben todas las solicitudes de matrimonios entre personas del mismo sexo e hizo obligatoria la aprobación. Específicamente, el tribunal dictaminó que la prohibición del matrimonio entre personas del mismo sexo viola los artículos 1 y 4 de la Constitución Política de los Estados Unidos Mexicanos. El artículo 1 de la Constitución establece que "queda prohibida toda discriminación motivada por origen étnico o nacional, el género, la edad, las discapacidades, la condición social, las condiciones de salud, la religión, las opiniones, las preferencias sexuales, el estado civil o cualquier otra que atente contra la dignidad humana y tenga por objeto anular o menoscabar los derechos y libertades de las personas.", y el artículo 4 se refiere a la igualdad matrimonial, afirmando que "la mujer y el hombre son iguales ante la ley. Ésta protegerá la organización y el desarrollo de la familia".
El 18 de febrero de 2015, un periódico local anunció que el primer matrimonio entre personas del mismo sexo se había producido en Villahermosa el 13 de febrero tras un recurso de apelación ante la Corte Suprema. Para mayo de 2017, diez parejas del mismo sexo se habían casado en Tabasco a través del recurso de amparo.

### Acción legislativa
El debate en torno a la legalización del matrimonio entre personas del mismo sexo o las uniones civiles surgió en Tabasco en 2009, simultáneamente con la discusión en curso en la Ciudad de México. Tras la aprobación de la legislación que legaliza el matrimonio entre personas del mismo sexo en la Ciudad de México en diciembre de 2009, el debate cobró fuerza en Tabasco. En 2009, un grupo de 20 parejas del mismo sexo enviaron una moción al Congreso de Tabasco pidiendo que se les permitiera casarse. Los partidos políticos más grandes del estado, el Partido Revolucionario Institucional (PRI) y el Partido de la Revolución Democrática (PRD), anunciaron su apoyo al matrimonio entre personas del mismo sexo en 2010. A pesar del apoyo de estos partidos políticos, hubo poca voluntad legislativa para cambiar la ley. Como resultado, una iniciativa de reforma del artículo 154 del Código Civil para legalizar el matrimonio entre personas del mismo sexo fue presentada por la organización LGBT Tabasqueños Unidos por la Diversidad y la Salud Sexual (Tudyssex) en abril de 2014, pero se estancó y no fue votada.
El PRD presentó otro proyecto de ley sobre el matrimonio entre personas del mismo sexo el 3 de julio de 2015, luego de un fallo de la Corte Suprema que declaró inconstitucional la prohibición del matrimonio entre personas del mismo sexo en todo el país. El 18 de mayo de 2016, un legislador dijo que hubo consenso en el Congreso para aprobar el proyecto de ley presentado por el PRD, pero finalmente no hubo votación. Las elecciones de julio de 2018 dieron como resultado que el Movimiento de Regeneración Nacional (Morena), un partido que apoya el matrimonio entre personas del mismo sexo, ganara la mayoría de los escaños legislativos en el Congreso y la gobernación. En noviembre de 2021, el presidente de Tudyssex, José Cruz Guzmán, criticó la inacción del Congreso estatal. Según los informes, Morena se había mostrado reacio a aprobar la legislación sobre el matrimonio entre personas del mismo sexo debido a la oposición de los grupos conservadores. En abril de 2022, los activistas dijeron que estaban trabajando con los diputados de Morena para presentar un proyecto de ley para legalizar el matrimonio entre personas del mismo sexo.

#### Aprobación de legislación en 2022
Un proyecto de ley de matrimonio entre personas del mismo sexo fue presentado al Congreso el 12 de octubre de 2022 por el diputado José de Jesús Hernández Díaz (Morena). Fue aprobado por una comisión del Congreso el 17 de octubre con 4 votos a favor y 2 abstenciones, y se fijó una votación final para el miércoles 19 de octubre, siendo aprobado por el pleno del Congreso dicho día por 23 votos a favor, 5 en contra y siete abstenciones:
| Partido político                     | Miembros | Sí | No | Abstención |
| ------------------------------------ | -------- | -- | -- | ---------- |
| Movimiento Regeneración Nacional     | 21       | 17 |    | 4          |
| Partido de la Revolución Democrática | 6        |    | 3  | 3          |
| Partido Revolucionario Institucional | 4        | 2  | 2  |            |
| Partido Verde Ecologista de México   | 3        | 3  |    |            |
| Movimiento Ciudadano                 | 1        | 1  |    |            |
| Total                                | 35       | 23 | 5  | 7          |

El diputado Emilio Antonio Contreras Martínez de Escobar, partidario de la legislación, dijo que "[e]s necesario que, como representantes de la sociedad, escuchemos y representemos a la sociedad a través de este tipo de acciones legislativas". Los opositores a la legislación organizaron mítines de oración fuera del edificio del Congreso. La ley fue firmada por el gobernador Carlos Manuel Merino Campos y publicada en el Periódico Oficial del Estado el 26 de octubre, entrando en vigencia al día siguiente.
Se reformó el artículo 154 del Código Civil para quedar como sigue:

El matrimonio, es la unión libre de dos personas, mayores dieciocho años de edad, indistintamente del género, para realizar la comunidad de vida, en donde ambos se procuran respeto, igualdad y ayuda mutua.

## Opinión pública
Según una encuesta de 2018 del Instituto Nacional de Estadística y Geografía, el 56,5% de la población del estado de Tabasco se oponía al matrimonio entre personas del mismo sexo, el segundo nivel de rechazo más alto en aquella época en México después del vecino estado de Chiapas con un 59%.